# 興禅寺 (台東区)
興禅寺（こうぜんじ）は、東京都台東区にある臨済宗興聖寺派の寺院。山号は清徳山。かつて東京大学名誉教授の山崎正一が住職を務めていた。

## 歴史
創建年代は不明である。当初は「来迎寺」を称し、天台宗の寺院であった。江戸時代になり、慈眼大師天海が禅宗を嗜んでいたこともあり、寛永末期に臨済宗の興聖寺にも属させることにし、禅天台兼学（両属）の寺院とした。その際に、「興禅寺」に改称した。
1873年（明治6年）、本山の一つだった寛永寺が上野戦争の兵火で廃寺状態だったこと、住職の進退など人事面で興聖寺の影響が強かったことから、改めて興聖寺を本山と仰ぐ臨済宗寺院として再出発することになった。第二次世界大戦時は、本山興聖寺含めて臨済宗相国寺派であったが、戦後興聖寺が本山として独立した際に興聖寺派の寺院に戻った。
平成後期に本堂屋根をカラーチタン板に葺き替え、その青く輝く屋根でも知られるようになった。

## 交通アクセス
- 日暮里駅より徒歩約7分（経路案内）。
- 東京メトロ千代田線千駄木駅より徒歩約7分（経路案内）。